# Brandy egg nogg
Il Brandy egg nogg è stato un cocktail ufficiale IBA fino al 2011. Fa parte della categoria dei long drink cocktail.

## Composizione
- 4 cl di Brandy
- 5 cl di latte
- 3 cl di sciroppo di zucchero
- 1 tuorlo d'uovo

## Preparazione
Versare in un shaker pieno di ghiaccio per i 3/4 il brandy, l'uovo, il latte e lo sciroppo, ed agitare energicamente per 5-8 secondi.
Servire in un tumbler basso precedentemente raffreddato.
Decorare con una spolverata di noce moscata. (Facoltativo)